# .uy
.uy este un domeniu de internet de nivel superior, pentru Uruguay (ccTLD).